# Śmierć w miękkim futerku
Śmierć w miękkim futerku (org. Uninvited) – amerykański horror sci-fi z 1988 roku.

## Treść[1]
W laboratorium genetycznym naukowcy tworzą dziwną istotę. Z pozoru wygląda ona na zwyczajnego kota, jednak w ciele zwierzęcia skrywa się niebezpieczny mutant, którego ukąszenie prowadzi do śmierci. Wykorzystując nieuwagę naukowców, potwór wydostaje się z klatki i pozbawia ich życia. Po opuszczeniu budynku natrafia na grupę młodych ludzi. Zauroczona kotem dziewczyna Suzanne (Shari Shattuck) postanawia zabrać go na jacht, gdzie została zaproszona razem z koleżanką przez bogatego przedsiębiorcę Waltera Grahama (Alex Cord). Wkrótce łódź wypływa w morze.

## Obsada[1]
- George Kennedy - Mike Harvey
- Alex Cord  - Walter Graham
- Toni Hudson  - Rachel
- Rob Estes - Corey
- Clu Gulager - Albert
- Shari Shattuck - Suzanne
- Clare Carey - Bobbie